# Union Sportive Concarnoise
O Union Sportive Concarnoise ou US Concarneau é um clube de futebol francês fundado em 1911 em Concarneau. A equipe compete na Ligue 2.